# Sinal de Trousseau de tetania latente
O sinal de Trousseau de tetania latente pode ser observado em pacientes com hipocalcemia, quando espasmos carpais podem ser provocados ao se ocluir a artéria braquial. Para realizar esta manobra, um manguito de medição de pressão sanguínea é colocado ao redor do braço e inflado até uma pressão intermediária entre a pressão sistólica e diastólica (e.g. se a pressão do paciente for 120/80 mmHg, deve-se inflar o manguito até os 100 mmHg) e mantido no local de 3 a 10 minutos. Se o espasmo carpal ocorrer, manifestado como flexão do punho e articulações metacarpofalangeanas, extensão das interfalanges distais e articulações interfalangeanas proximais e adução do polegar e dedos, o sinal é dito estar presente e o paciente provavelmente tem hipocalcemia. O sinal pode se mostrar presente antes de manifestações maiores de hipocalcemia como a hiper-reflexia ou tetania, mas acredita-se que geralmente é menos sensível que o sinal de Chvostek para a hipocalcemia.
O sinal também é conhecido como main d'accoucheur (francês para "mão de obstetra") porque os dedos estendidos parecem com a posição da mão de um obstetra durante o nascimento de um bebê.